# Auki auki (danza)

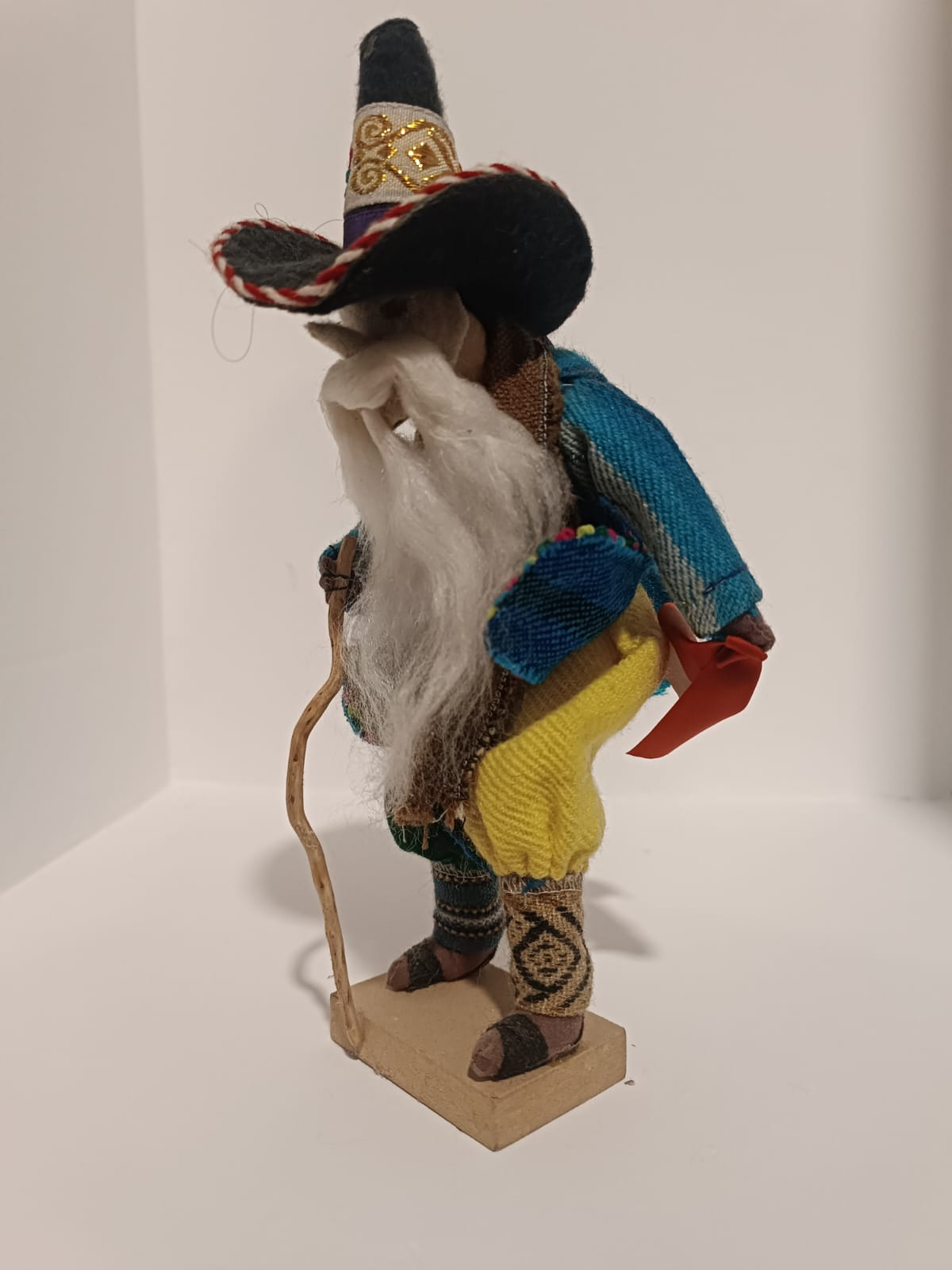
Personaje principal de la danza de Auki Auki

El Auki Auki es una danza tradicional de origen aimara que se baila en Bolivia. Esta danza combina elementos rituales con sátira social, representando a ancianos sabios y, en algunas interpretaciones, parodiando a los colonizadores españoles.

## Origen e historia
El origen del Auki Auki se remonta a la época prehispánica, cuando era ejecutada por ancianos en ceremonias para honrar la sabiduría y la vejez de la comunidad. Con la llegada de los colonizadores españoles, la danza adquirió un tono satírico, ridiculizando a las figuras de poder que explotaban a la población indígena.Auki significa "viejo" o "anciano". 
Actualmente, el Auki Auki se presenta en festividades como la Entrada Universitaria de La Paz y el Gran Poder, así como en la Festividad de la Candelaria, en Puno, consolidándose como un símbolo de resistencia cultural.

## Características de la danza
La danza se distingue por la postura encorvada de los bailarines, quienes utilizan bastones y emiten gritos intermitentes durante su ejecución. Los trajes típicos incluyen máscaras que representan rostros envejecidos, sombreros adornados y prendas de colores oscuros. Además, algunos intérpretes incorporan una joroba falsa para enfatizar la imagen del anciano.

## Vestimenta y simbolismo
La vestimenta utilizada en el Auki Auki es fundamental para transmitir el mensaje de la danza. Los bailarines visten máscaras que representan rostros envejecidos, símbolo de la sabiduría ancestral y de la memoria colectiva de la comunidad. Los sombreros adornados y las prendas oscuras refuerzan la imagen del anciano, al mismo tiempo que hacen una crítica visual a la opresión colonial y a la pérdida de la identidad cultural.
Además, elementos como la joroba falsa no solo exageran los achaques propios de la vejez, sino que funcionan como metáforas visuales que destacan la resiliencia y la ironía inherentes a esta tradición. La combinación de estos elementos en el vestuario y en la ejecución coreográfica establece una comunicación simbólica profunda, en la que cada detalle contribuye a la narrativa de respeto por los ancestros y de reivindicación cultural.

## Música
La música que acompaña al Auki Auki se interpreta con instrumentos andinos tradicionales como la zampoña, la quena y el charango. Los ritmos, a la vez alegres y satíricos, complementan la ironía y el carácter ritual de la danza.

## Evolución contemporánea
A lo largo del tiempo, el Auki Auki ha evolucionado incorporando elementos modernos sin perder su esencia satírica y ritual. En localidades como Puerto Acosta, la danza se ha adaptado a contextos contemporáneos, integrando innovaciones en vestuario y coreografía, lo que le ha permitido mantenerse vigente en festividades culturales.